# Simonia
De molen Simonia is een korenmolen, gelegen aan de Molendijk in Piershil, in de gemeente Hoeksche Waard, in de Nederlandse provincie Zuid-Holland. De molen Simonia wordt door vrijwillige molenaars draaiende gehouden en is op zaterdagen van 10:00 tot 16:00 uur en op afspraak te bezoeken.

## Geschiedenis
De molen, gebouwd door Dirk David van Dijk dateert uit 1845 en verving een in 1714 gebouwde achtkante molen op dezelfde plaats en die vermoedelijk in 1945 verbrandde. In de molen bevinden zich tegenwoordig 2 koppels stenen; oorspronkelijk waren er drie geplaatst. Tot 1960 werd op windkracht gemalen. In 1966 werd de molen verkocht aan de toenmalige gemeente Piershil. Deze heeft de molen in 1973-74 draaivaardig gerestaureerd. Daarna is hij door vrijwillig molenaar Hans Hogenboom maalvaardig gemaakt. De oude Potroeden die origineel voor deze molen zijn vervaardigd zijn in 2017 gerestaureerd.
Op 20 september 2018 werd de molen door de gemeente Korendijk, waartoe Piershil behoorde, samen met de molen Windlust in Goudswaard, overgedragen aan Stichting Molens Binnenmaas. Deze stichting veranderde daarop per 6 november 2018 haar naam in Stichting Molens Hoeksche Waard.
Bij bepaalde windrichtingen draaien de wieken over de weg en moet deze gedeeltelijk met hekken worden afgezet.

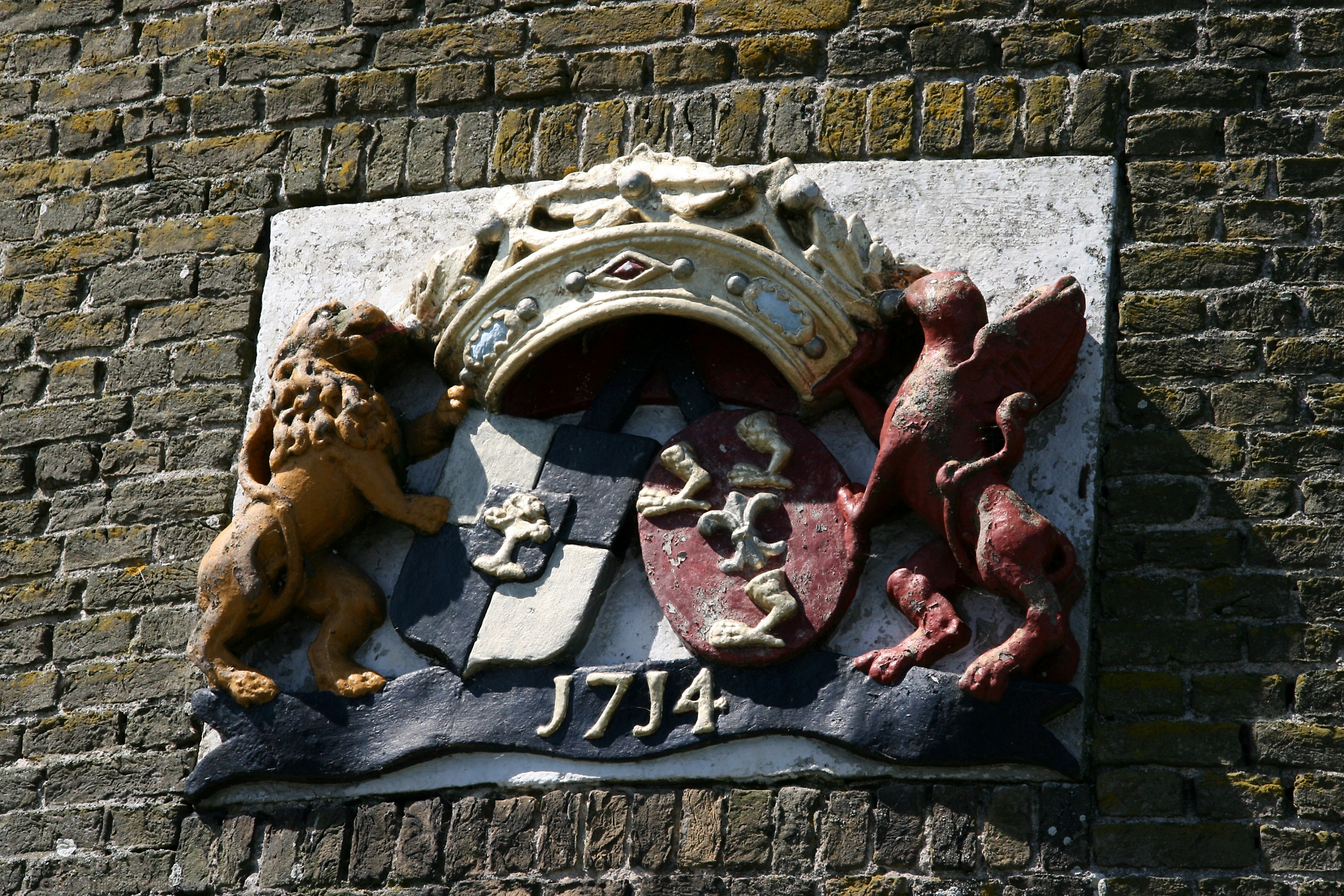
gedenksteen